# راندولف تشايلدرس
راندولف تشايلدرس (بالإنجليزية: Randolph Childress)‏ مواليد 21 سبتمبر 1972 في واشنطن العاصمة، هو مدرب كرة سلة أمريكي ولاعب معتزل. بدأ مسيرته الاحترافية في سنة 1995. تم اختياره من قبل فريق ديترويت بيستونز خلال الدرافت. يدرب في تجمع ساحل الأطلسي. يبلغ طوله 6 قدم 2 بوصة (1.9 م). اعتزل اللعب في 2011.

## المسيرة الاحترافية
لعب مع بورتلاند ترايل بلايزرز من سنة 1995 إلى 1997، ثم لعب مع ديترويت بيستونز في سنة 1997، ثم لعب مع نادي طوفاس الرياضي في الدوري التركي في موسم 1997–1998، ثم لعب مع شوليه باسكت في الدوري الفرنسي في سنة 1999، ثم لعب مع باسكت نابولي في موسم 2000–2001، ثم لعب مع سيدني كينجز في الدوري الأسترالي في سنة 2001، ثم لعب مع سكافاتي باسكت من سنة 2001 إلى 2003، ثم لعب مع نانسي باسكت في الدوري الفرنسي في موسم 2003–2004، ثم لعب مع سوتور باسكت مونتيجرانارو من سنة 2004 إلى 2007.

## روابط خارجية
- راندولف تشايلدرس على موقع إن بي أي (الإنجليزية)
- راندولف تشايلدرس على موقع سبورتس رفرنس (الإنجليزية)
- راندولف تشايلدرس على موقع كرة السلة الأوروبية.كوم (الإنجليزية)
- راندولف تشايلدرس على موقع كلية كرة السلة في سبورتس رفرنس.كوم (الإنجليزية)
- راندولف تشايلدرس على موقع ريلجم (الإنجليزية)
- راندولف تشايلدرس على موقع بروبوليرز (الإنجليزية)
- راندولف تشايلدرس على موقع سبورتس رفرنس (الإنجليزية)